# الدوري الإيطالي 1924–25
الدوري الإيطالي الدرجة الأولى 1924-25 (بالإيطالية: Prima Divisione 1924-1925)‏ هو الموسم 25 من  الدوري الإيطالي الدرجة الأولى. أقيم خلال الفترة 5 أكتوبر 1924 وحتى 23 أغسطس 1925، والذي يشرف على تنظيمه Lega Nord (football) ‏، وكان عدد الأندية المشاركة فيه  43، وفاز فيه نادي بولونيا.